# Mahamudra
Mahamudra of Het grote symbool of Het grote zegel van de werkelijkheid (de dingen zoals ze zijn) is een term in het Vajrayana-boeddhisme voor de verwerkelijking van de ware natuur van de geest. Het Grote Zegel betekent zowel de opeenvolgende series oefeningen en meditaties, als de ontwaakte toestand van verlichting waartoe ze leiden. Het wordt voornamelijk in de kagyüschool onderwezen en leidt tot een directe ervaring van de geest. Het Grote Zegel omvat basis, weg en doel. Het is de essentie van al het boeddhistische onderricht.